# Sundarganj
Sundarganj (en bengali : সুন্দরগঞ্জ) est une upazila du Bangladesh dans le district de Gaibandha. En 1991, on y dénombrait 360 676 habitants.